# Robert Lee Yates
Robert Lee Yates Jr., ameriški serijski morilec *27. maj 1952.

## Zgodnje življenje
Yates se je rodil 27. maja 1952 in je odraščal v Oak Harborju v Washingtonu. Pred njegovim rojstvom je njegova babica leta 1945 s sekiro umorila njegovega dedka. Yates je leta 1970 končal srednjo šolo Oak Harbor.
Oktobra 1977 se je prijavil v ameriško kopensko vojsko, v kateri se je izšolal za letenje civilnih transportnih letal in helikopterjev. Yates je bil tudi na več mirovnih misijah Združenih narodov. Na mirovnih misijah je bil v Nemčiji, kasneje pa v Somaliji ter na Haitiju. Yates je tudi tri leta služil v nacionalni gardi ZDA, kjer je deloval kot pilot helikopterja od aprila 1997 do aprila 2000. Med svojo vojaško kariero si je prislužil več medalj za pohvalo in služenje, vključno z značko glavnega letalca ameriške vojske. Z aktivno vojaško službo je prenehal aprila leta 1996, nato pa je med letoma 1997 in 2000 služil v nacionalni gardi ZDA.
S svojo drugo ženo Lindo se je poročil leta 1976. Z njo ima pet otrok, ki so se rodili med letoma 1974 in 1989.

## Umori
Yates je svoj prvi umor zagrešil leta 1975, ko je ustrelil dva študenta, ki sta bila na pikniku. Veliko njegovih kasnejših žrtev pa so bile prostitutke. Žrtve je Yates sprva nagovarjal k spolnemu odnosu, ki je pogosto potekal v njegovem Fordovem kombiju, nato pa jih ubil in njihova trupla odvrgel na podeželju. Vse njegove žrtve so umrle zaradi strelnih ran v glavo ali srce.  Umore je zagrešil s pištolo kalibra .25. Ena posebej bizarna in grozljiva podrobnost Yatesovih umorov je vključevala primer Melody Murfin, katere truplo je bilo pokopano tik pred oknom spalnice Yatesove družinske hiše, medtem ko je njegova žena spala v spalnici.
Dne 1. avgusta 1998 je pobral spolno delavko Christine Smith. Yates jo je napadel, oropal in ustrelil, vendar se je rešila. Zdravstveni delavci, ki so ji zašili rano na glavi, so mislili, da je bila zadeta s topim predmetom šele v začetku leta 2000, po prometni nesreči pa je rentgenski posnetek pokazal, da je bila za rano kriv metek. Christine je edina znana preživela žrtev Yatesovih zločinov. 19. septembra 1998 so policisti prosili Yatesa za vzorec DNK, vendar se z odvzemom vzrca ni strinjal in je rekel, da je to preveč ekstremna zahteva za »družinskega človeka«. 

## Obsodbe in pritožbe
Yatesa sovaretirali 18. aprila 2000 zaradi umora Jennifer Joseph. Po njegovi aretaciji so izvršili preiskavo belega vozila Corvette znamke Chevrolet iz leta 1977, ki ga je prej imel v lasti. Kot vozilo, v katerem so nazadnje videli eno od žrtev, so identificirali njegovo vozilo.
Po preiskavi Corvette je policija odkrila kri, ki so jo povezali z Jennifer Joseph, in Yatesov DNK, ki so ga nato povezali z 12 drugimi žrtvami. Leta 2000 je bil na višjem sodišču okrožja Spokane obtožen 13 točk umora prve stopnje in enega poskusa umora prve stopnje. Kot del pogajanja, v katerem je Yates priznal umore, da bi se izognil smrtni kazni, je bil obsojen na 408 let zapora. Po zaslišanju ob izreku kazni je Yates podal izjavo, v kateri se je opravičil družinam vseh žrtev, ki jih je ubil.
Leta 2001 je bil Yates v okrožju Pierce obtožen umorov še dveh žensk. Tožilstvo je zahtevalo smrtno kazen za smrti Melinde L. Mercer leta 1997 in Connie Ellis leta 1998, ki naj bi bili povezani z umori v okrožju Spokane. Dne 19. septembra 2002 je bil Yates obsojen za te umore in nato 3. oktobra 2002 obsojen na smrt, vendar je vrhovno sodišče v Washingtonu leta 2018 smrtno kazen razglasilo za neustavno. Zato so mu kazen spremenili v dosmrtno ječo brez možnosti pomilostitve.

## Žrtve
| Ime                     | Datum odkritja trupla |
| ----------------------- | --------------------- |
| Patrick Allen Oliver    | 13. julij 1975        |
| Susan Patricia Savage   | 13. julij 1975        |
| Stacy Elizabeth Hawn    | 28. december 1988     |
| Shannon Rene Zielinski  | 14. junij 1996        |
| Heather Marie Hernandez | 26. avgust 1997       |
| Jennifer Ann Joseph     | 26. avgust 1997       |
| Darla S. Scott          | 5. november 1997      |
| Melinda Lee Mercer      | 7. december 1997      |
| Shawn Johnson           | 18. december 1997     |
| Shawn Ann McClenahan    | 26. december 1997     |
| Laurie Page Wason       | 26. december 1997     |
| Sunny Gail Oster        | 8. februar 1998       |
| Linda Marie Maybin      | 1. april 1998         |
| Melody Ann Murfin       | 12. maj 1998          |
| Michelyn Joann Derning  | 7. julij 1998         |
| Connie LaFontaine Ellis | 13. oktober 1998      |